# 佐野直子
佐野 直子（さの なおこ、1970年 - ）は、東京都出身の言語学者。愛知県立大学外国語学部ヨーロッパ学科教授。専門は社会言語学、多言語社会・少数言語研究（特にオック語研究）。

## 経歴
1970年に東京都に生まれた。一橋大学大学院社会学研究科博士後期課程単位取得退学。博士（学術）。モンペリエ大学でオック語を学んだ。

## 著作

### 単著
- 『オック語分類単語集』大学書林、2007年[2]
- 『Una lenga en chamin / Una lingua in cammino / A language on the way / 途上の言語 イタリア・オクシタン谷への旅』Italia: Chambra d'Oc, 2008[2]
- 『社会言語学のまなざし』三元社、2015年

### 共著
- 『たちあがる言語・ナワト語 エルサルバドルにおける言語復興運動』グローバル社会を歩く研究会、2012年[2]
- 『海士伝3　海士に根ざす 聞き書き しごとでつながる島』グローバル社会を歩く研究会、2015年[2]